# A Diarista
A Diarista foi um seriado brasileiro de comédia produzido pela TV Globo e exibido originalmente de  13 de abril de 2004 a 31 de julho de 2007, em um total de quatro temporadas de 123 episódios. Baseada no especial de fim de ano criado por Gloria Perez em 2003, foi escrita por Maria Mariana, Aloísio de Abreu e Bruno Mazzeo, com colaboração de Emanuel Jacobina, Lícia Manzo, Guilherme Vasconcelos, Margareth Boury, João Avelino, Maurício Rizzo, Duba Elia, Elisa Palatnik e Cláudia Jouvin, sob direção geral de José Alvarenga Júnior.
Conta com Cláudia Rodrigues no papel-título, enquanto Dira Paes, Helena Fernandes, Cláudia Mello e Sérgio Loroza desempenham os demais papéis principais.

## Enredo
Marinete (Cláudia Rodrigues) não tem medo de trabalho. Ela é uma diarista e cada dia trabalha numa casa diferente com vários tipos de patrões (a maioria são malucos ou pães duros), durante suas diárias ela conhece novas pessoas e arranja muitas confusões. Suas amigas, Dalila (Cláudia Mello), Ipanema (Helena Fernandes), Solineuza (Dira Paes) o chefe Figueirinha (Sérgio Loroza) e sua inimiga Gislene (Renata Castro Barbosa), sempre estão na área para ajuda-la ou tirá-la de uma confusão, que eles mesmos a colocaram. A série tem a Abolição como bairro do apartamento de Marinete.

## Antecedentes
Em 2003, a Rede Globo encomendou para Gloria Perez a produção de um especial de final de ano, o qual ela utilizou como temática as diaristas, profissão que estava se popularizando no Brasil naquela época. O especial de A Diarista foi ao ar em 21 de dezembro de 2003, sendo protagonizado por Cláudia Rodrigues, trazendo colaboração de Aloísio de Abreu e Maria Mariana, e direção geral de Cininha de Paula. O especial teve boa repercussão com o público e audiência e foi aprovado para entrar na grade de programação de 2004 como um programa fixo.

## Produção
"No Zorra Total eu fazia humor rasgado. Em A Diarista eu faço dramaturgia com humor, o que é bem diferente. Minha personagem aqui não é tão caricata. Ela é muito mais próxima da vida real."

— Cláudia Rodrigues sobre a semelhança da personagem central com a vida real.
Devido a boa repercussão de audiência e público do especial de fim de ano, A Diarista foi aprovada para entrar na grade de programação de 2004 como um seriado fixo, estreando em 13 de abril às 23h, após 0 "Casseta e Planeta Urgente". Glória Perez não quis continuar como autora, uma vez que estava desenvolvendo a telenovela América para 2005, sendo que o posto passou a ser ocupado por Maria Mariana, Bruno Mazzeo e Aloísio de Abreu, tendo ainda outros diversos roteiristas adicionais e a direção trocada de Cininha de Paula por José Alvarenga Júnior. O último episódio foi ao ar no dia 31 de julho de 2007.
Cláudia Rodrigues vinha do humorístico Zorra Total, onde fazia personagens como Ofélia e Talía. Em A Diarista, a atriz apostou num tipo de humor bem diferente daquele que estava acostumada a fazer. Para criar sua personagem, Marinete, Cláudia Rodrigues se baseou numa grande pesquisa que a produção do programa fez junto a dezenas de diaristas de verdade, além de sua própria empregada. O ator Leandro Firmino deixou A Diarista por conta do vínculo com a produtora Picante Pictures, que negociava um seriado independente com outras emissoras. Figueira (Leandro Firmino) foi substituído por Sérgio Loroza no seriado. Figueirinha, personagem de Loroza, chegou para assumir o emprego do irmão que fora demitido da agência de diaristas, porque dava em cima das candidatas.
A quarta temporada foi a mais curta, com apenas 14 episódios, devido a uma baixa audiência, sendo que naquele ano a série foi substituída por Toma Lá, Dá Cá. Na época a imprensa noticiou uma série de brigas nos bastidores, uma vez que Claudia estaria incomodada que as personagens de Dira Paes e Helena Fernandes estavam fazendo mais sucesso com o público que a protagonista e pediu diminuição das cenas de ambas.

### Tentativas de retorno
Desde 2007 Cláudia Rodrigues insistia que a série deveria continuar e começou a negociar a produção de uma nova temporada, a qual a atriz queria que o cenário mudasse do Rio de Janeiro para São Paulo e que o elenco mantivesse apenas Cláudia Melo e Sérgio Loroza. No final de 2009 a emissora aprovou a produção do roteiro de seis novos episódios da série, que seria analisado pela cúpula e, se recebesse o aval positivo, entraria na programação em abril de 2010. A decisão de dar uma nova chance ocorreu quando Miguel Falabella anunciou que não continuaria com Toma Lá, Dá Cá após três temporadas por acreditar que a produção já tinha chegado ao seu limite, embora a emissora não tivesse outros planos para o horário ainda, recorrendo a uma das duas produções antigas canceladas as quais a equipe queria continuar – A Diarista e Sob Nova Direção – optando pela primeira.
Aprovada, a quinta temporada começou a ser gravada em dezembro de 2009, tendo no elenco apenas as duas Cláudias e Sérgio, além da previsão de estreia para 6 de abril de 2010. No entanto, em janeiro de 2010, Cláudia Rodrigues teve que interromper as gravações por causa de problemas de saúde causados pela esclerose múltipla. Em fevereiro de 2010, porém, é anunciado que o retorno da série foi cancelado devido aos problemas de saúde da atriz e não retornaria à grade da emissora, deixando três episódios inéditos gravados e nunca exibidos. Desde 2011 Cláudia anunciou diversas vezes que a série voltaria, porém a emissora nunca aprovou o projeto, deixando claro que era apenas um desejo da atriz.

## Reprise
Em Janeiro de 2016, a Rede Globo enviou para o Ministério da Justiça treze episódios de diferentes temporadas da série para classificação. Supostamente, a série seria reprisada as tardes de sábado dentro da Sessão Comédia, que na época exibia o seriado Os Caras de Pau. Poucos dias depois, a emissora recebeu a autorização positiva para a exibição do seriado.  Porém, desistiu e optou pela reprise do Sai de Baixo. Esteve sendo reprisada no Viva entre 2010 e 2025.

## Elenco e personagens
| Artista               | Personagem                           | Temporadas   | Temporadas   | Temporadas   | Temporadas |
| Artista               | Personagem                           | 1            | 2            | 3            | 4          |
| --------------------- | ------------------------------------ | ------------ | ------------ | ------------ | ---------- |
| Cláudia Rodrigues     | Marinete Pereira dos Santos da Silva | Principal    | Principal    | Principal    | Principal  |
| Cláudia Rodrigues     | Maria Elizabeth Bittencourt          | Recorrente   | Recorrente   |              |            |
| Dira Paes             | Solineuza de Souza                   | Principal    | Principal    | Principal    | Principal  |
| Claudia Mello         | Dalila Sampaio                       | Recorrente   | Principal    | Principal    | Principal  |
| Sérgio Loroza         | Paulo Figueira "Figueirinha"         | Principal    | Principal    | Principal    | Principal  |
| Leandro Firmino       | Mílvio Figueira "Seu Figureira"      | Principal    |              |              |            |
| Helena Fernandes      | Ipanema de Jesus                     |              | Principal    | Principal    | Principal  |
| Renata Castro Barbosa | Gislene                              | Participação | Participação | Participação |            |

### Descrição dos personagens
Principal
- Cláudia Rodrigues como Marinete "Nete" da Silva, também já chamada de Marinete Pereira dos Santos: Diarista da agência "Dia a Dia Diarista", que vive se metendo em roubadas, sejam causadas pelas suas próprias trapalhadas ou pelos seus chefes Figueira e Figueirinha. Barraqueira, provocadora e de pavio curto, frequentemente responde às pessoas com ironias, principalmente quando leva cantadas ou é provocada por conta de sua baixa estatura. Mas apesar de tudo, Marinete é uma pessoa de bom coração e humilde que sempre faz amizades por onde passa.
- Dira Paes como Solineuza da Silva: Melhor amiga e vizinha de Marinete, pouco inteligente e ingênua, com uma voz fina e jeito infantil. Sempre tenta ajudar sua amiga, mas acaba causando ainda mais confusões na vida dela. Por isso é alvo frequente das provocações de Marinete, que a chama de poia, songamonga e lesa.
- Cláudia Mello como Dalila Sampaio: Vizinha de Marinete, fumante, folgada e comilona, mas boa praça. Frequentemente conta as situações que ela passa com o seu marido preguiçoso e violento, o Cavalão; porém ela também é forte e revida em dobro nele.
- Helena Fernandes como Ipanema de Jesus (Temporadas 2-4): Vizinha e amiga faz-tudo de Marinete, capaz de consertar pia, aquecedor, trocar encanamento de casa, entre outros. Já acostumada com as piadinhas por conta seu nome, Ipanema já sofreu muito por causa de homem e, por isso, faz questão de não depender deles para nada.
- Leandro Firmino como Mílvio "Seu Figueira" Figueira (Temporada 1): Primeiro Chefe da agência "Dia a Dia Diaristas" - onde Marinete trabalha - que frequentemente dá em cima das funcionárias da agência, principalmente de Marinete.
- Sérgio Loroza como Paulo "Figueirinha" Figueira (Temporadas 1-4): Irmão mais novo de Figueira que assume a agência "Dia a Dia Diaristas" após o primeiro ser afastado devido a acusações de assédio sexual. Bem humorado, mulherengo e malandro, ele sempre dá um jeito de arrumar um trabalho legal para a amiga Marinete, embora sempre atrase na hora dos salários.

Recorrente
- Renata Castro Barbosa como Gislene (Temporadas 1-3): Diarista rival de Marinete, tão barraqueira quanto. Odeia trabalhar e sempre engana suas patroas inventando mentiras que vê em novelas, mas sempre se dá mal no final. Sempre que as duas se encontram, elas trocam xingamentos - chamando Marinete de baixinha e anã, e recebendo buçuda ou bigode, por causa do seu excesso de pêlo no buço - e tentam atrapalhar a vida de uma da outra.
- Cláudia Rodrigues como Maria Elizabeth Bittencourt (Temporadas 1-2): Sósia de Marinete, é uma rica, esnobe, perversa e egocêntrica dondoca que odeia pobres. Por esse motivo, está sempre em guerra com a diarista. Sua característica mais desagradável é o seu gritinho agudo e fininho: "Sai daquiii!".

## Episódios
| Temporada | Temporada              | Episódios              | Exibição Original      | Exibição Original      |
| Temporada | Temporada              | Episódios              | Estreia de temporada   | Final de temporada     |
| --------- | ---------------------- | ---------------------- | ---------------------- | ---------------------- |
|           | Especial de fim de ano | Especial de fim de ano | 21 de dezembro de 2003 | 21 de dezembro de 2003 |
|           | 1ª                     | 37                     | 20 de abril de 2004    | 21 de dezembro de 2004 |
|           | 2ª                     | 36                     | 5 de abril de 2005     | 20 de dezembro de 2005 |
|           | 3ª                     | 31                     | 4 de abril de 2006     | 19 de dezembro de 2006 |
|           | 4ª                     | 15                     | 10 de abril de 2007    | 31 de julho de 2007    |

## Trilha sonora
O tema de abertura da série é o samba "Dona da Banca", interpretada pelo cantor Aleh, composto por ele e Robson Pacífico. Em alguns episódios, a canção "Cotidiano", interpretada por Seu Jorge, com o refrão "Dãothi, Dandão", também embalou as confusões de Marinete.
especial (2003)
- "Dona da Banca", Aleh / EletroSamba (piloto) (tema de abertura)
- "Cotidiano", Seu Jorge (tema de Marinete)
- "W / Brasil (Chama o Síndico)", Jorge Ben Jor
- "O Dono da Dor", Zeca Pagodinho
- "Vou Botar Teu Nome na Macumba", Zeca Pagodinho
- "Verdade", Zeca Pagodinho

## Controvérsias
O episódio "Aquele dos Vizinhos" mostrou Marinete trabalhando na casa de patrões árabes, e, desastradamente, a empregada acaba quebrando alguns objetos culturais preciosos. A Rede Globo foi obrigada a pedir desculpas à comunidade árabe, pois caso contrário haveria um boicote a produtos brasileiros, como, por exemplo, a equipe de produção do Caldeirão do Huck não poderia mais viajar para os Emirados Árabes Unidos.

## Exibição internacional
- Portugal - SIC
- Uruguai - Teledoce
- Equador - Ecuavisa
- Costa Rica - Teletica
- Nicarágua - Canal 2
- Estados Unidos - TeleFutura
- Coreia do Sul - Canal Tele-Novela
- Cabo Verde - TCV
- Timor-Leste - TVTL
- Moçambique - STV
- Angola - Canal 2

## Prêmios
- 2004 - Troféu Imprensa.
- 2005 - Prêmio Arte Qualidade Brasil.